# Hoya crassicaulis
Hoya crassicaulis är en oleanderväxtart som beskrevs av Adolph Daniel Edward Elmer och D. Kloppenburg. Hoya crassicaulis ingår i släktet Hoya och familjen oleanderväxter. Inga underarter finns listade i Catalogue of Life.